# Joc de la rodanxa

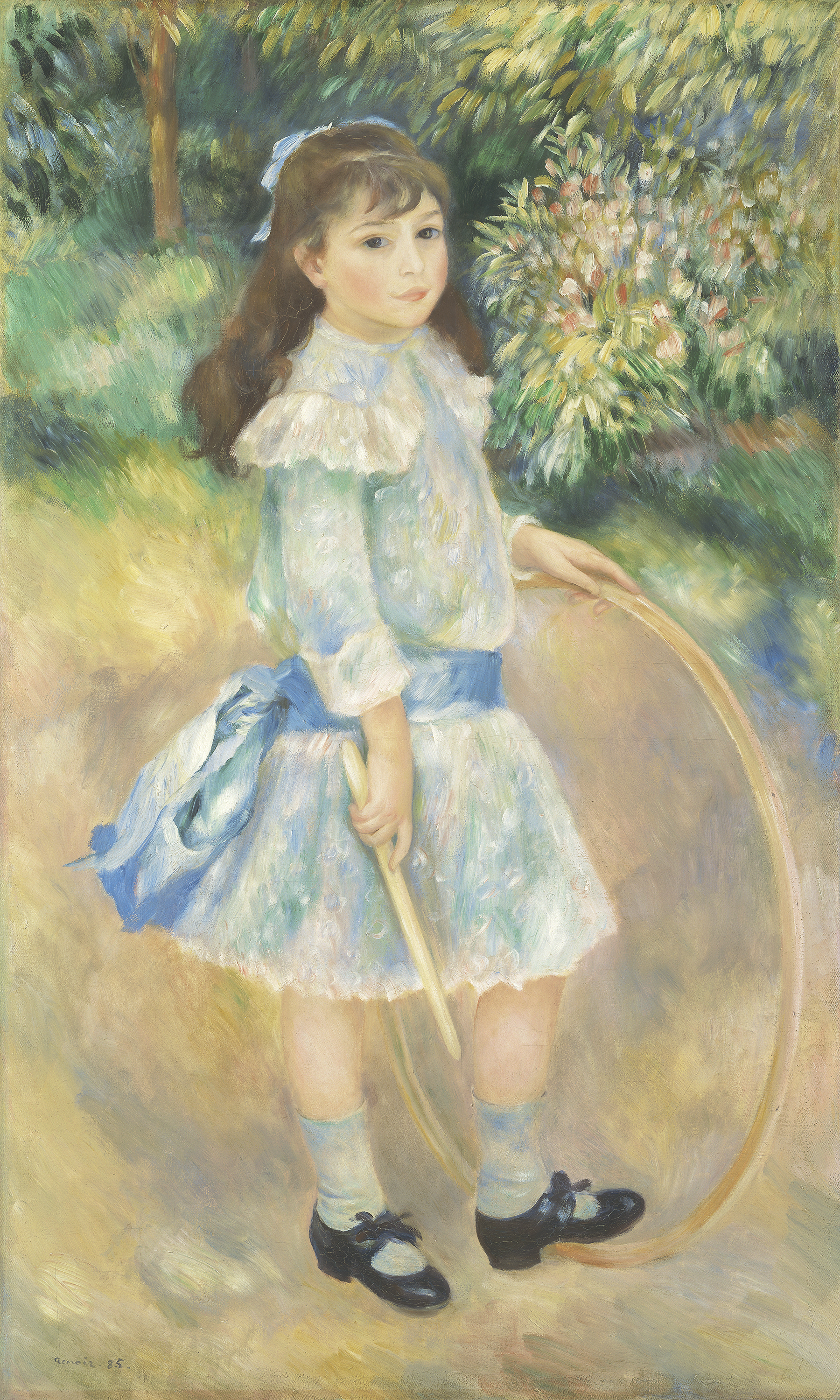
Nena amb cèrcol. (“Fillette au cerceau”, Auguste Renoir)

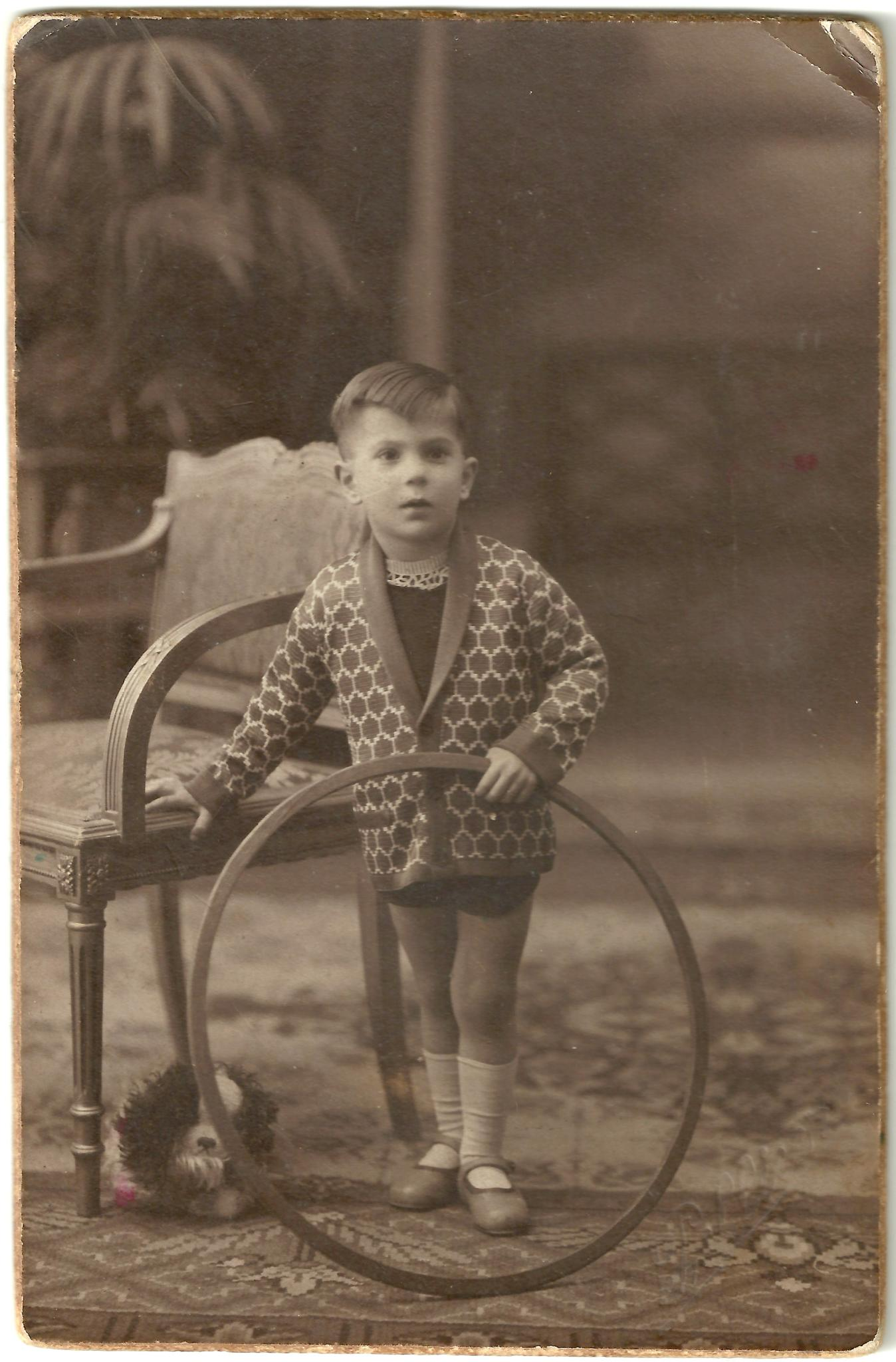
Nen de Barcelona amb cèrcol. Cap al 1900.

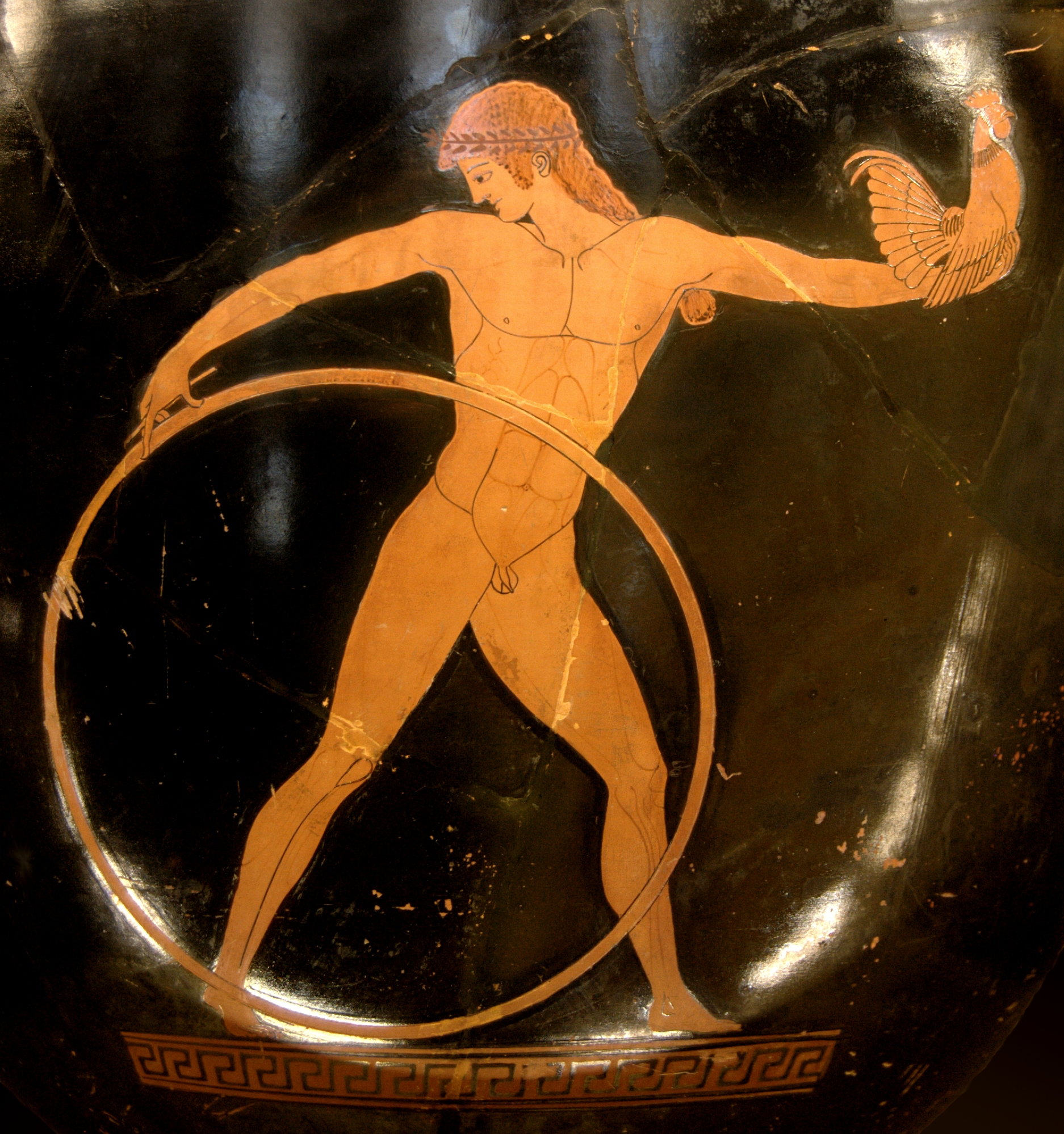
Ganimedes amb un cèrcol. Ceràmica pintada.

El joc de la rodanxa és un joc infantil, amb característiques d'activitat esportiva, consistent en fer rodar un cèrcol per terra. El jugador impulsa el cèrcol i el fa rodar. Primerament amb la mà i seguidament amb algun estri que permeti mantenir el gir. L'objectiu del joc és perllongar el gir del cèrcol tant com sigui possible, malgrat les dificultats d'un terreny desigual. Hi ha varietats del joc que inclouen la realització d'algunes maniobres difícils amb el cèrcol.
La joguina s'anomena rodanxa, rutlla, rutla o cèrcol. L'estri auxiliar pot ser un simple bastonet o una guia més elaborada en forma de forquilla a l'extrem d'un mànec.
Des dels primers temps fins a finals de la Segona Guerra Mundial fer rodar el cèrcol havia estat un joc molt popular a Europa. Actualment es tracta d'un joc pràcticament desaparegut, que només practiquen els menuts als països poc desenvolupats.

## Història
El joc de la rodanxa fou conegut i practicat a la Grècia clàssica. Hi ha nombroses representacions de joves efebs amb un cèrcol, decorant peces de ceràmica. La rodanxa era també un estri per a gimnastes emprada per persones adultes que volien exercitar-se. Un dels significats del terme grec τροχός ("trocos") és, precisament, el de rodanxa.

Alguns escriptors i poetes romans esmentaren el joc de la rodanxa: Ciceró (Marcus Tullius Cicero), Ovidi (Publius Ovidius Naso), Sext Aureli Properci (Sextus Aurelius Propertius), Marc Valeri Marcial (Marcus Valerius Martialis).
- Horaci esmenta el "trochus" com un joc esportiu, sense detallar:[1][2]

| «                                        | “ Ludere qui nescit, campestribus abstinet armis, Indoctusque pilae, discive, trochive, quiescit. Ne spissae risum tollant impune coronae ”. Aquell que no sap jugar s'abstèn de les armes del camp de Mart ; l'indocte en la pilota o en el disc o en el troc, s'està aturat, no fos que impunement es riguessin d'ell les graderies atapeïdes de gent… | » |
| — Art poètica Quintus Horatius Flaccus . | |   |

- Un poema de Properci informa de la “clavis”, l'instrument de guia del cèrcol:[3]

| «                    | “ Inter luctantes nuda puella viros; Cum pila velocis fallit per brachia jactus, Increpat et versi clavis adunca trochi… ”. | » |
| — Elegies. Properci. | |   |

- Marcial anomena el cèrcol, "trochus", en un epigrama críptic que ha estat traduït de diverses maneres.

| «                                    | “ Inducenda rota est: das nobis utile munus. Iste trochus pueris, at mihi cantus erit”.. ”Cal introduir-hi la roda; em fas un present útil: serà un cèrcol per als infants, una llanda per a mi”. | » |
| — Epigrama 168. Marc Valeri Marcial. | |   |

També escrigueren del joc de cèrcol Estrabó (Strabon), Dió Crisostom  (Dion Chrysostomus) i Sext Empíric (Sextus Empiricus).

## Materials
Les rodanxes de totes les èpoques poden classificar-se en les fabricades per professionals, a l'abast dels rics, i les que improvisaven els infants o els pares més pobres.
De manera general els materials poden classificar-se en: fustes i materials d'origen vegetal (canyes, vímets…), materials metàl·lics (bronze i ferro o acer, principalment) i (modernament) materials plàstics.
Les rutlles fetes a partir de peces recuperades, procedents de desballestament o similar, poden ser de qualsevol material. Un cas típic eren les llandes de bicicleta, bàsicament d'acer (en l'època que a Europa es jugava a fer rodar el cèrcol).

### Cèrcols antics
Els "trochos" grecs eren, naturalment, circulars i de dimensions més aviat grans. Segons les imatges en ceràmiques semblen estar formats per dues o tres peces de fusta lligades amb cordill o filferro a intervals.
La peça impulsora i directriu, a la mà del jugador, era un bastonet recte ("elater", "cabdos").
Els romans modificaren els cèrcols grecs i els anomenaren "trochus". N'hi havia de bronze, amb anells inserits i balders, que podien desplaçar-se per tot el voltant. I, segons alguns, amb campanetes en la part interior, que dringaven al girar la roda.
L'invent principal dels romans fou l'adopció d'un bastonet de guia corbat (la "clavis") que permetia dirigir el cèrcol amb més precisió. Hi ha altres interpretacions que parlen d'una guia anomenada "radius" que dirigia des del centre de la roda.
- Hi ha algunes definicions clàssiques: El “trochus” (la rodanxa) era una peça circular de bronze, de diàmetre gran, en la qual hi havia molts petits anells inserits, Quan rodava feia un soroll trepidant i els vianants quedaven avisats per a cedir el pas… (“Erat enim trochus circulus aeneus magnus, cui annuli multi inserti erant, ut strepitu obvii trocho cederent de viam…”.).[6]

### Cèrcols més moderns

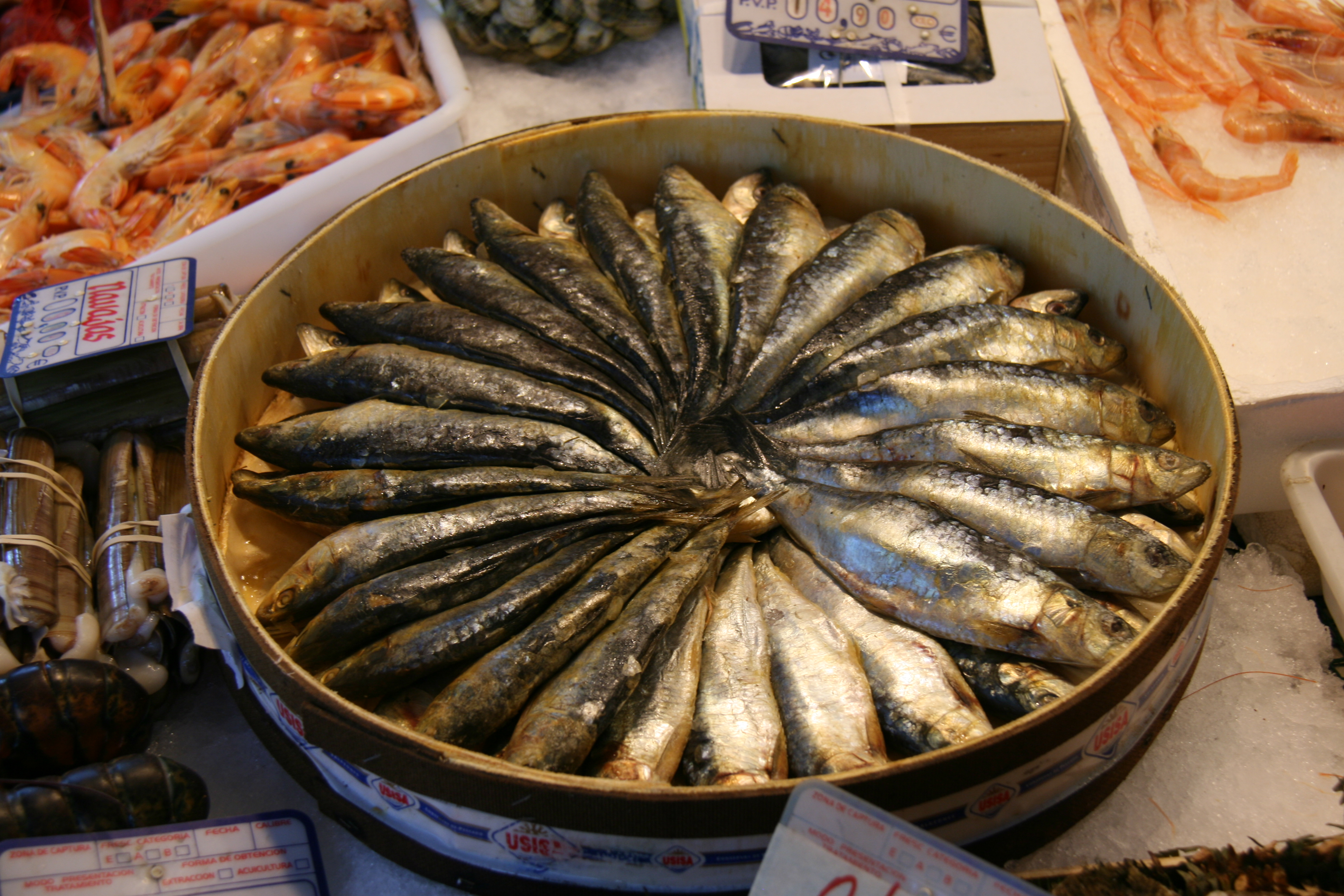
Caixeta d'arengades de fusta amb dos cèrcols perifèrics.

#### Al Regne Unit en època victoriana
Un llibre de jocs anglès de 1866 recomana el joc de la rutlla com molt gimnàstic i esportiu. Descriu dues menes de cèrcols: els de fusta i els de ferro. Els primers es governarien amb un bastó i els segons amb una mena de forquilla, també de ferro. Això vol dir que ambdós tipus de rutlles (rutlla equival a “hoop” en anglès) eren coneguts i utilitzats.
- L'obra anterior recomana els cèrcols de fusta, exclusivament. I descarta els de ferro per perillosos (?) i sorollosos. Els romans, precisament, indicaven que la remor dels “trochus” de bronze alertava els vianants, sempre que hi sentissin bé.
- Segons el mateix tractat citat, el diàmetre de la roda hauria de ser tan gran com per a arribar a mitjana distància entre el colze i l'espatlla del jugador. La secció del perfil hauria de ser plana per la part interna i arrodonida per la part exterior. La fusta escollida hauria de ser de freixe (fusta molt elàstica), tant per a la roda com per al bastonet (un bastonet recte d'uns 40 cm). Es recorda la necessitat d'una unió forta i ben encolada.

Segons indica l'autor la roda es fa avançar i es dirigeix, colpejant-la amb el bastonet sense deixar de correr al costat. Finalment, es proposen un parell de jocs si es vol jugar a competir entre companys.

#### Cèrcols a Catalunya
La canalla de les classes populars i de les zones rurals es fabricaven les rodanxes com bonament podien. Amb vímets corbats i lligats, llucs d'olivera i sistemes similars. Hi havia dues menes de rutlles prefabricades i molt sol·licitades: els cèrcols de bota (metàl·lics) i els cèrcols de les caixes d'arengades o de ganyims (de fusta).
Algunes rodanxes de ferro, de fabricació artesanal, en girar per superfícies dures i llises feien una cantarella peculiar (com devien fer els cèrcols de bronce romans).

## Principis físics

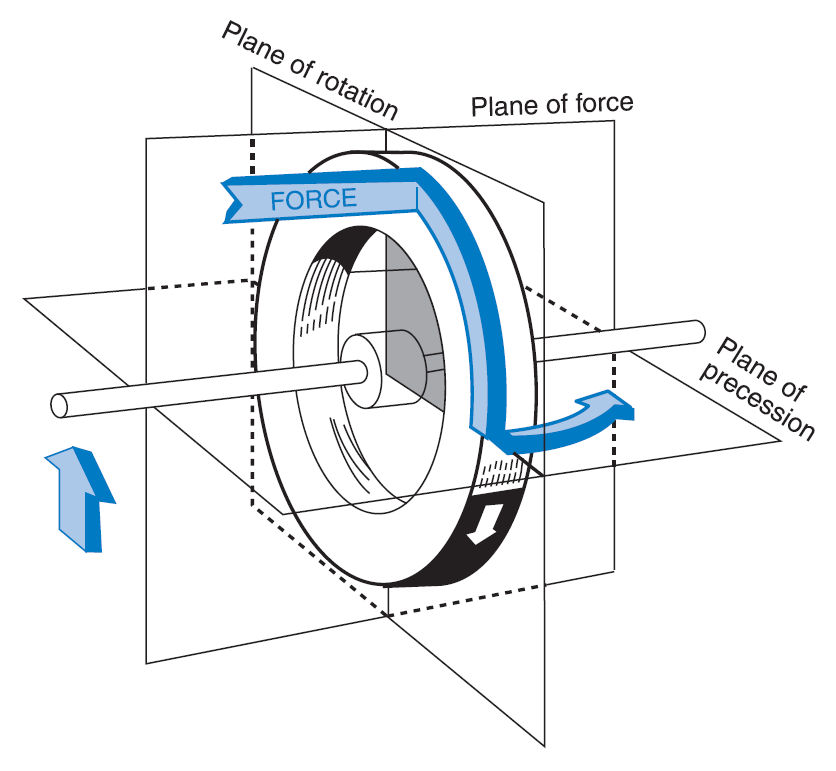
Esquema del gir (precessió) d'un giroscopi quan s'inclina (o és forçat a inclinar-se).

Una rutlla, cèrcol o rodanxa no és res més que una roda amb la massa concentrada a la perifèria. Quan es fa rodar respon a la mateixa dinàmica que una roda normal.
Sense entrar en càlculs, podrem observar el comportament següent:
- Quan es fa girar una roda verticalment per una superfície plana, a partir d'un impuls inicial, la roda gira seguint una línia recta fins que el fregament “absorbeix” tota l'energia cinètica de rotació (Moment angular). Si la roda és prou ampla pot arribar a aturar-se sense caure, mantenint la posició vertical.
  - Si, per qualsevol motiu, la roda s'inclina cap a un costat: pot observar-se que la roda comença a girar (cap al costat de la inclinació) seguint una trajectòria corbada (en referència al pla horitzontal); trajectòria que es va fent cada vegada més tancada mentre la roda es va tombant més i més fins a caure del tot.
  - El fenomen anterior, empíricament conegut per gairebé tothom, meresqué l'estudi de Leonhard Euler (Disc d'Euler).

En el joc de la rutlla, a més de l'impuls inicial, la persona que juga pot anar donant impulsos addicionals (amb el bastonet de guia) i guiant la rutlla segons les seves habilitats. Els tocs o contactes de guia segueixen els principis de l'efecte giroscòpic.
- Una roda que gira es comporta com un giroscopi. Si s'inclina (o es fa inclinar) cap a la dreta, la trajectòria de la roda va cap a la dreta. I al contrari.

## Curiositats
- 1476. Fer córrer el cèrcol fou tan popular en l'Edat Mitjana com en altres èpoques. Però hi ha un “joc de la rutlla” que estava prohibit. Probablement era molt diferent del joc de fer rodar la rutlla. Potser es tractava de tirar cèrcols a un bastó vertical, amb juguesques i enrenou.[11]
- Hi ha dues paraules catalanes que semblen derivar-se del grec: troca i cabdell de fil. La primera potser hauria vingut a partir del "trochus", en aquest cas igual a baldufa.